# Ecchinswell, Sydmonton and Bishops Green
Ecchinswell, Sydmonton and Bishops Green is een civil parish in het bestuurlijke gebied Basingstoke and Deane, in het Engelse graafschap Hampshire met 1048 inwoners.